# 妹调教日记
《妹调教日记》（日语：妹調教日記～こんなツンデレが俺の妹なわけない！～）是日本同人社团NANACAN于2011年8月14日出品的一款十八禁戀愛冒險遊戲。2012年2月29日發售迷你Fan Disk《妹調教日記みにふぁんでぃすく。》。2013年8月11日發售Fan Disk《妹調教日記√happy end & another》和收錄《妹調教日記みにふぁんでぃすく。》的前作重製版。

## 故事简介
有天一之濑姬月的親友樱穗乃香來到一之濑誠的家中找姬月，但在一場意外中穗乃香在姬月面前不小心向誠告白。隔天原本暗戀誠的姬月為了不讓兩人順利交往而向誠提出在實習期間不和穗乃香交往讓誠調教自己的約定。

## 登場角色

### 主要角色
一之濑誠
本作的男主角。白皇學園理事長的孫子。喜歡HGAME的御宅族，有喜歡調教、露出、凌辱的性癖好。大學畢業後被爺爺派去白皇學園在姬月就讀班級擔任為期兩周的實習老師。
一之濑姬月（Ichinose Himeki，配音：桃華れん）
生日：7月7日 身高：153cm 血型：A 胸圍：83(C) 腰圍：53
誠的親生妹妹。父母不在家期間負責處理家中各種事務。在學校成績優秀也参加花式滑冰社並且准备去参加全国大赛。但是對待誠都是傲嬌、毒舌、粗暴的態度，其實暗戀誠但是不敢向他告白，在得知穗乃香的心意感到驚慌失措，在不知道調教的情形下提出約定。
樱穗乃香（Sakura Honoka，配音：涼貴涼）
生日：10月30日 身高：159cm 血型：O 胸圍：85(D) 腰圍：56
姬月的親友和同学。小时候也和诚一起玩过，和姬月一樣喜歡誠。在男學生中有很高的隱藏人氣。

### 其他角色
雪名树里（Yukina Juri）
姬月的同學。与姬月十分要好，但似乎很讨厌穗乃香。和貓屋敷在聽完了穗乃香的英文演講後，態度改善了許多。
貓屋敷唯（Nekoyashiki Yui）
姬月的同學。与树里一样，很讨厌穗乃香，很喜欢姬月。和雪名在聽完了穗乃香的英文演講後，態度改善了許多。
俊成
姬月的花式滑冰教練，過去是職業選手。姬月參加花式滑冰社的原因是在看過俊成的滑冰表演後而嚮往，但被誠誤認為是姬月的暗戀對象。

## 主题曲

### 妹調教日記
主題曲 
词：；作編曲：；歌：
穗乃香片尾曲《Hard Times Come Again No More》
词：Stephen.C.Foster；曲：Stephen.C.Foster；歌：天户屋成；协力：
插入曲 
词：Nanakamai；曲：ジヨルト宫田；歌：桃華れん

### 妹調教日記√happy end & another
主題曲 
詞：；作編曲：；歌：

## 工作人員
- 企劃、原案、厡畫、著色：Nanakamai（日语：ななかまい）[9]
- 劇本：Nanakamai、鳴海瑛二
- 音樂：SENTIVE、S
- OP動畫：

## 漫畫
- 妹調教日記 and more[10]

出版日：2014年8月17日（Comic Market 86）
官方出版的18禁同人誌，共一冊。

## 外部連結
- NANACAN官網（页面存档备份，存于）（日語）
- 妹调教日记的X（前Twitter）
- 《妹调教日记》在視覺小說數據庫的頁面（英文）